# 25th Anniversary Aming Concert Tour 2007 In the prime 〜ひまわり〜
『25th Anniversary Aming Concert Tour 2007 In the prime 〜ひまわり〜』（トゥエンティフィフス・アニバーサリー・あみん・コンサート・ツアー・にせんなな・イン・ザ・プライム〜ひまわり〜）は、あみん初のライヴDVD。2007年12月19日発売。発売元はBMG JAPAN。

## 解説
- 2007年は、1982年に歌手デビューして1983年に活動停止をした「あみん」の再結成プロジェクトが始動した記念イヤーである。タイトルの「25th」は、デビューからの経過年数（デビュー25周年）。
- 再結成後、初めてのオリジナル・アルバム『In the prime』に連動したツアーの、渋谷C.C.Lemonホール千秋楽公演を収録。アルバムに収録された全10曲、すべてが披露された。
- ライヴの模様はDVD発売より早く、NHK-BS2で放送されている。なお、テレビ放送とDVDは別編集。
- 合間のトークを除き、歌はほぼすべて収録された（「感謝の気持ち」はエンディング・クレジットのBGMのみで、映像は未収録）。互いのソロや、岡村ソロ時代の楽曲の「あみんVersion」も収録されている。
- スリーブ・ケース仕様にスペシャル・ブックレットが封入された限定生産盤と、通常盤が発売された。
- 特別映像として、2007年7月11日に放送されたNHK『SONGS』を収録した際に録画され、テレビ未放映となっていた「銀色の少女 〜あみんversion〜」の歌唱映像がボーナス映像として収録された。なお、このライブ映像は、2008年5月25日オンエア「SONGS BESTセレクションIII」で未公開映像として放映された。
- 同時発売で、あみんの1980年の音源を完全収録した2枚組作品集「P.P.S. あなたへ…」も発売。
- 当DVDと作品集CD発売後ほどなく、大晦日の第58回NHK紅白歌合戦に出演した。

## 収録曲
1. 琥珀色の想い出
2. 銀色の少女 （あみんVersion）
3. 夏が終わってく
4. 流星
5. ペパーミントの香り
6. ごめんね
7. 未知標'07
  - デビュー・シングルEP「待つわ」片面曲のリテイク
8. 晩春
  - 岡村の15thアルバム『四つ葉のクローバー』（2006.5.24）収録曲
9. 冬　（加藤晴子 ソロ）
10. 祈り　（岡村孝子 ソロ）
  - 岡村の14thアルバム『Sanctuary』（2005.3.23）収録曲
11. 待つわ'07
  - 1982年の年間シングル・セールス第1位を獲得した大ヒット・ナンバーのリテイク
12. ひまわり
  - 再結成後、初めてのシングル。「待つわ'07」（07.6.20）と両A面シングル。
13. In the prime
14. 神様のご褒美
15. 無敵のキャリア・ガール
  - 岡村の18thシングルで、岡村のコンサートにおいては欠かせない1曲となっている。
16. 夢をあきらめないで
  - 岡村の5thシングルで、ソロにおける代表曲のひとつ。
17. 世界中メリークリスマス
  - あみん初のクリスマス・ソング。アルバム「In the prime」に収録されているバージョンより、加藤晴子がメイン・ヴォーカルを担当する部分が増えている。
18. 天晴な青空
  - 公な再結成前の2002年、約20年ぶりに加藤晴子をコーラスに招いてレコーディングされた、岡村孝子の歌手デビュー20周年アニヴァーサリー・ソング。
19. Ending 〜感謝の気持ち
20. 銀色の少女 （あみんVersion）　　≪ボーナス・トラック≫
  - NHK『SONGS』より、未公開映像（当DVD発売当時）。作詞はさだまさし。

- 全作詞・作曲: 岡村孝子　（except 2・9・20）

## 関連作品
- 待つわ　　M-7・11
- 琥珀色の想い出'　　M-1・6
- ひまわり／待つわ'07　　M-11・12
- In the prime　　M-2～4・7・11～14・17・19・20
- P.S. あなたへ…　　M-1・5・6・9・11
- P.P.S. あなたへ…　　　M-1・5～7・9・11
- After Tone V　　M-2・8・10・18・20
- DO MY BEST　　M-11・15・16・18

## 公演日程
|   | 月日     | 会場名                 |
| 1 | 07.08.24 | 調布市グリーンホール   |
| 2 | 07.08.31 | NHK大阪ホール          |
| 3 | 07.09.01 | 愛知県芸術劇場大ホール |
| 4 | 07.09.08 | 熊谷会館               |
| 5 | 07.09.15 | 渋谷C.C.Lemonホール    |

## 関連人物
- さだまさし